# Kampfgeschwader 54
Das Kampfgeschwader 54 war ein Verband der Luftwaffe der Wehrmacht im Zweiten Weltkrieg. Aufgrund seines Wappens wurde es auch „Totenkopf-Geschwader“ genannt. Als Kampfgeschwader, ausgestattet mit Bombern, vom Typ Heinkel He 111 und Junkers Ju 88 führte es Luftangriffe mit Bomben auf zugewiesene Ziele durch. Das Geschwader beteiligte sich am Überfall auf Polen, an der Invasion Norwegens, dem Westfeldzug, der Luftschlacht um England und dem Deutsch-Sowjetischen Krieg. Ab 1942 kam es im Mittelmeerraum und ab 1944 in Westeuropa gegen die Westalliierten zum Einsatz. Mit der Umrüstung ab Oktober 1944 auf die Messerschmitt Me 262 änderte sich das Einsatzspektrum des Geschwaders zu dem eines Jagdgeschwaders. Anschließend wurde es in der Reichsverteidigung eingesetzt und nach der bedingungslosen Kapitulation der Wehrmacht am 8. Mai 1945 aufgelöst.

## Aufstellung
Der Geschwaderstab und die I. Gruppe wurden am 1. Mai 1939 nach dem neuen Benennungsschema der Luftwaffe auf dem Fliegerhorst Fritzlar (Lage), aus dem Stab und der I. Gruppe des Kampfgeschwaders 254 aufgestellt. Die II. Gruppe entstand im Dezember 1939 aus der umbenannten II. Gruppe des Kampfgeschwaders 28 in Hoya (Lage). Anschließend bildete sich am 1. Februar 1940 in Wiener Neustadt (Lage) die III. Gruppe, die aber bereits im Juli 1940 wieder aufgelöst wurde. Am 11. Juli 1940 entstand auf dem Fliegerhorst Lechfeld (Lage) die IV. (Ergänzungs-)Gruppe. Eine neue III. Gruppe wurde am 1. September 1942 durch die Eingliederung der Küstenfliegergruppe 806 gebildet.
Das Geschwader war anfangs mit der Heinkel He 111 und der Junkers Ju 88 und zuletzt mit der Messerschmitt Me 262 ausgestattet. Die Geschwaderkennung war B3.

## Gliederung
Der Geschwaderstab führte die I. bis IV. Gruppe die wiederum in Staffeln unterteilt waren. Die 1. bis 3. Staffel gehörte der I. Gruppe, die 4. bis 6. Staffel der II. Gruppe, die 7. bis 9. Staffel der III. Gruppe und die 10. bis 13. Staffel der IV. Gruppe an. Jede Staffel, geführt durch einen Staffelkapitän, war in drei Schwärme mit je vier Flugzeugen unterteilt. Daraus ergab sich eine Sollstärke der Bombergruppe von 36 Flugzeugen in den drei Staffeln + ein Flugzeug für den Gruppenkommandeur. Dies ergab bei vier Bombergruppen eine Sollstärke von 148 Flugzeugen, + 4 Flugzeuge für den Geschwaderkommodore und seinen Stab. Daraus ergibt sich eine Sollstärke von 152 Flugzeugen. Die IV. Gruppe war eine Ergänzungsgruppe und nahm in der Regel nicht an Kampfeinsätzen teil. In ihr wurden frisch ausgebildete oder rekonvaleszente Flieger eine Zeitlang an die Frontbedingungen gewöhnt und geschult, bevor sie in eine der drei Einsatzgruppen wechselten. Darum hatte sie meist ihren Standort in der Heimatbasis des jeweiligen Geschwaders.
Nachdem das Geschwader ab dem 23. November 1944 die Bezeichnung Kampfgeschwader (J) 6 erhielt und damit de facto ein Jagdgeschwader war, änderte sich die Gliederung. Der Geschwaderstab führte die I. bis III. Gruppe, die wiederum in je 3 Staffeln und dem Gruppenstab unterteilt waren. Jede Staffel bestand aus vier Schwärmen, die wiederum in zwei Rotten zu je zwei Jagdflugzeugen unterteilt war. Daraus ergab sich eine Sollstärke der Kampfgruppe (J) von 48 Flugzeugen in den drei Staffeln + vier Flugzeuge für den Gruppenkommandeur und seinen Stab. Dies ergab bei drei Kampfgruppen (J) eine Sollstärke von 156 Flugzeugen + 4 Flugzeuge für den Geschwaderkommodore und seinen Stab.

## Geschichte

### Überfall auf Polen

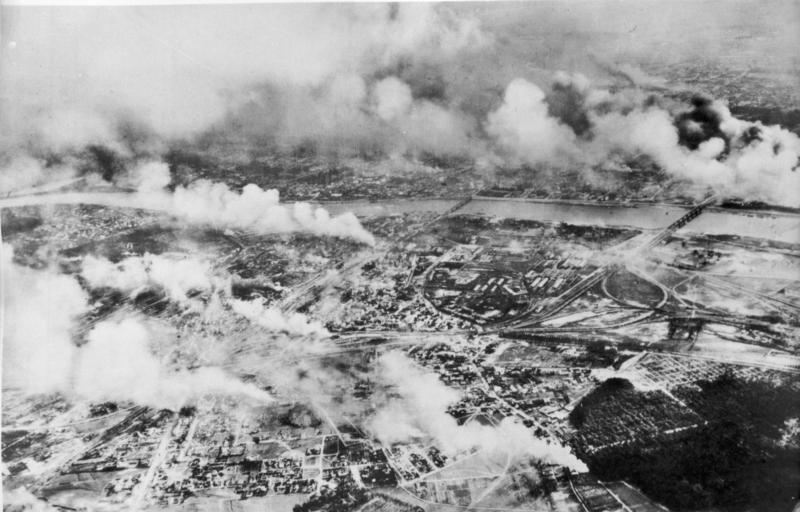
Luftaufnahme des brennenden Warschau, September 1939

Am Überfall auf Polen nahm das Geschwader, dessen Aufstellung noch nicht abgeschlossen war, nur mit der 2. Staffel teil. Diese lag ab 8. September 1939 in Neukuhren (Lage) und war mit ihren 12 Heinkel He 111P-2 der Luftwaffen-Lehrdivision der Luftflotte 1 im Bereich der Heeresgruppe Nord zugeteilt. Die He 111P-2 war mit zwei Daimler-Benz DB 601-Motoren mit je 1100 PS ausgestattet. Diese verliehen dem Bomber eine Höchstgeschwindigkeit von 390 km/h und eine Bombenlast von 2000 kg.
Die 2. Staffel nahm an einigen Luftangriffen auf Warschau teil. Zwischen dem 14. und dem 17. September war sie an der Schlacht um die Brester Festung beteiligt. Am 20. September endete der Einsatz und die 2. Staffel kehrte zu ihrem Stammtruppenteil zurück.
Die restlichen Teile des Geschwaders waren der 3. Fliegerdivision der Luftflotte 2 im Westen unterstellt.

### Unternehmen Weserübung
Danach nahm die II. Gruppe ab 20. April 1940, im Rahmen des X. Fliegerkorps, an der Besetzung Dänemarks und Norwegens teil. Dazu flog sie bis zum 17. Mai 1940 von Varrelbusch (Lage) ihre Einsätze. So auch am 20. April, als Teile der II. Gruppe bewaffnete Aufklärung an der norwegischen Nordseeküste flogen und dabei im Namsosfjord die neuseeländische Sloop Auckland, den britischen Zerstörer Nubian, die britischen Kreuzer Birmingham und Calcutta, die französischen Zerstörer Bison und Foudroyant, sowie den französischen Truppentransporter Ville D'Alger antrafen. Ein Luftangriff auf die stark verteidigten Schiffe blieb ohne Erfolg. Am folgenden Tag bombardierte die Gruppe die Eisenbahnstrecke Trondheim-Steinkier und am 23. April die Eisenbahnstrecke Dombås-Åndalsnes-Vaalebru. Vom 25. April bis Anfang Mai setzte die II. Gruppe ihre Luftangriffe auf Bahnstrecken in Mittelnorwegen fort. Dabei wurde Dombås am 26. April und Åndalsnes, wegen des Bahnhofs, am 27. und 28. April attackiert. Am 2. Mai endete der Einsatz der II. Gruppe in Norwegen.

### Westfeldzug
Zu Beginn des Westfeldzuges war das Geschwader im Bereich der Luftflotte 2 im Fliegerkorps z.b.V. 2 versammelt. Von den Fliegerhorsten in Quakenbrück (Lage), Varrelbusch und Vechta (Lage) aus, unterstützte es die Invasion der Niederlande und Belgien. Das Geschwader ging mit 107 vorhandenen Heinkel He 111P in den Feldzug, davon 67 einsatzbereit.
Das Geschwader begann am 10. Mai mit der Bombardierung von Flugplätzen der belgischen und französischen Luftwaffe in Antwerpen-Deurne, Marck, Calais, Kortrijk und Saint-Omer-en-Chaussée. Auch unterstützte es die 6. Armee beim Vormarsch in die Niederlande und attackierte den Schiffsverkehr auf der Schelde. Dabei kam es zu Luftkämpfen mit der No. 607 Squadron der Royal Air Force, bei denen drei He 111 abgeschossen wurden. Am Abend erfolgte dann weitere Luftangriffe auf Eisenbahnziele im Raum um Brüssel, Gent und Antwerpen. Dabei griffen die britischen No. 3 Squadron, No. 85 Squadron und 607 Squadrons die Bomber an und erzielten allein bei der 8. Staffel sechs Abschüsse, darunter der Staffelkapitän. Vom 11. bis zum 13. Mai setzte das Geschwader seine Luftangriffe auf Flugplätze und Eisenbahnziele in Belgien und Nordfrankreich fort. Auch wurden Truppenansammlungen und Stellungen der belgischen Armee bei Gent und Brügge bekämpft.

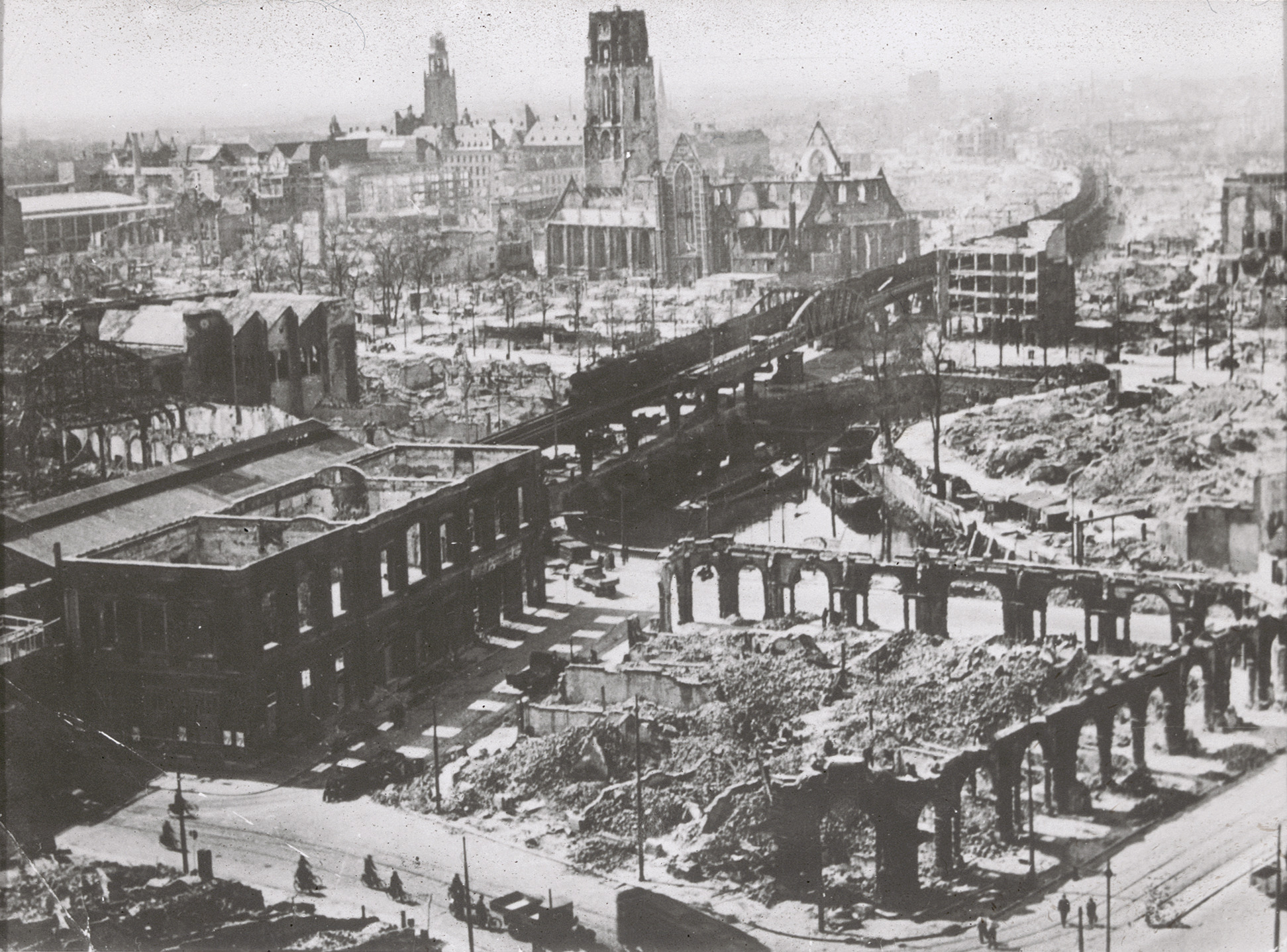
Rotterdams Innenstadt nach dem Luftangriff

Am 14. Mai führte das Geschwader einen Luftangriff auf Rotterdam durch. Dadurch sollte die niederländische Regierung, die sich mit ihren Streitkräften in die Festung Holland zurückgezogen hatte, zur schnellen Kapitulation gezwungen werden. Während des Anflugs erklärte sich der Stadtkommandant Pieter Scharroo zur Kapitulationsverhandlungen bereit. Das Geschwader war zu diesem Zeitpunkt, aufgeteilt in zwei Kolonnen, auf dem Anflug. Aufgrund bereits eingezogener Schleppantennen bei den He 111P konnte es nicht per Funk zurückbeordert werden. Eine Verhinderung des Luftangriff mittels Leuchtzeichen vom Boden aus gelang nur bei der von Oberstleutnant Otto Höhne geführten Kolonne. Die andere Kolonne mit 54 Bombern warf 97 t Bomben auf die Rotterdamer Innenstadt. Dabei kamen zwischen 800 und 900 Zivilisten ums Leben, 24.978 Wohnungen, 24 Kirchen, 2320 Geschäfte, 775 Lagerhallen und 62 Schulen wurden zerstört. Eine Fläche von 2,6 Quadratkilometern war binnen weniger Minuten dem Erdboden gleichgemacht worden. Am meisten betroffen war neben dem mittelalterlichen Zentrum der östliche Vorort Kralingen.
Bis zum 18. Mai setzte das Geschwader seine Luftangriffe auf Bahnhöfe und Bahnstrecken in Belgien und Nordfrankreich fort. Angegriffen wurden Brüssel, Valenciennes, Cambrai, Arras, Calais und Dünkirchen. Dabei erlitt es immer wieder Verluste durch die Jäger der britischen No. 111 Squadron. Ab dem 19. Mai leistete das Geschwader Unterstützung für die Panzerdivisionen der Panzergruppe Kleist, die nach dem Durchbruch bei Sedan dem Ärmelkanal entgegenstrebten. Dabei gerieten insbesondere die Städte Lille, Lens und Arras ins Visier der Bomber. Bei einem Angriff am 19. Mai, wurde der Geschwaderkommodore Oberst Walter Lackner mit seiner He 111P (Geschwaderkennung B3+AA) über Thun nahe Cambrai abgeschossen und geriet in französische Kriegsgefangenschaft. Ab dem 20. Mai griff das Geschwader in die Schlacht um Dünkirchen und die Schlacht um Calais ein, indem es Luftangriffe auf Hafenstädte am Ärmelkanal flog. Dadurch sollte die Evakuierung der eingeschlossenen alliierten Truppen nach Großbritannien erschwert werden. Bis zum 2. Juni attackierte das Geschwader alle Häfen zwischen Calais und Zeebrugge. Dabei versenkten Bomber der II. Gruppe am 27. Mai den französischen Frachter Aden mit 8033 BRT.
Die I. und die II. Gruppe lagen Anfang Juni auf den Fliegerhorsten in Werl (Lage) und Gütersloh (Lage). Dort erhielten sie die Junkers Ju 88A-1. Diese hatte im Vergleich zur bisher verwendeten Heinkel-He 111P-2 mit ihren zwei Junkers-Jumo-211-Motoren 150 PS mehr Startleistung was ihr eine um 70 km/h höhere Höchstgeschwindigkeit und eine um 400 kg höhere Bombenlast verlieh. Da sich die Umrüstung über den gesamten Juni hinzog, nahmen die I. und II. Gruppe bis zum Waffenstillstand nicht mehr an Kampfhandlungen teil. Lediglich die III. Gruppe mit ihren He 111P-2 flog von Köln-Ostheim (Lage) aus, weitere Einsätze. So am 3. Juni als sie am Unternehmen Paula teilnahm um die letzten Einheiten der französischen Luftstreitkräfte (Armée de l'Air française) und die französische Luftfahrtindustrie, rund um Paris auszuschalten. Nachdem dieses Unternehmen nicht den gewünschten Erfolg gebracht hatte, griff die III. Gruppe vom 5. bis zum 19. Juni Truppenkonzentrationen und Kommunikationsverbindungen an, sowie die Flugplätze Abbeville, St Omer, Norrent-Fontes und Orléans.  Dabei musste sie an die Grenzen der Reichweite der Bomber gehen, um von Köln-Ostheim ihre Ziele in der Bretagne und der Normandie zu erreichen.
Als der Feldzug am 22. Juni mit dem Waffenstillstand endete, hatte das Geschwader 46 Bomber als Totalverlust verloren. Insgesamt 130 Mann fliegendes Personal fielen, 60 wurden verwundet, 188 gingen in Kriegsgefangenschaft (davon kehrten 118 wieder zurück) und 10 blieben vermisst.

### Luftschlacht um England
Nach der Kapitulation Frankreichs nahm das Geschwader mit dem Stab, der I. und der II. Gruppe (die III. Gruppe wurde im Juli aufgelöst) an der Luftschlacht um England teil. Dort war es dem V. Fliegerkorps in der Luftflotte 3 zugeteilt. Inzwischen hatte das gesamte Geschwader die Junkers Ju 88A-1 erhalten. Bis Mai 1941 bekämpfte es vom besetzten Teil Frankreichs, den nordfranzösischen Flugplätzen Évreux (Lage) und Saint-André-de-l’Eure (Lage) aus Ziele auf der Britischen Insel.

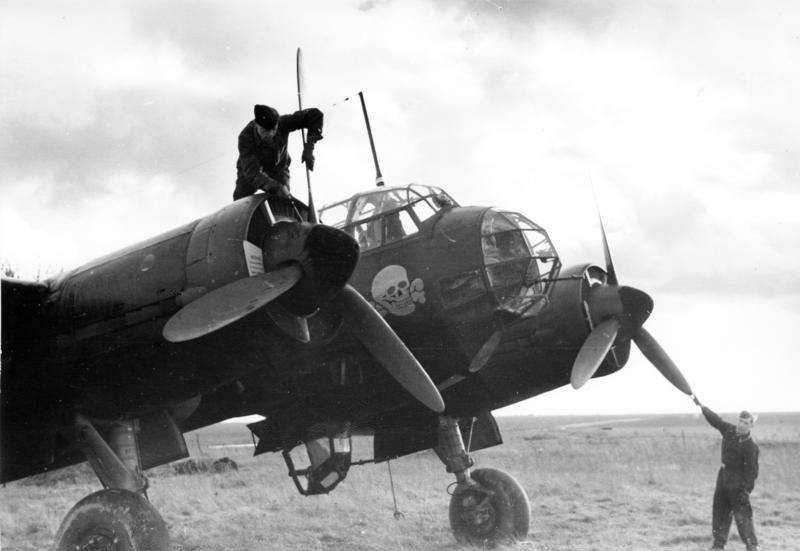
Junkers Ju 88 des Kampfgeschwaders 54

Im Juli bekämpfte das Geschwader den Schiffsverkehr auf dem Ärmelkanal und griff einzelne Schiffe oder Schiffskonvois mit Bomben an. Dabei wurden sie immer wieder von den britischen No. 609 Squadron und der No. 87 Squadron in Luftkämpfe verwickelt und erlitten Verluste. So wurde am 11. August der Gruppenkommandeur der II. Gruppe, Major Kurt Leonhardy mit seiner Ju 88A-1 nahe Portland von Flugzeugen der No. 601 Squadron abgeschossen und verstarb.
Am 13. August, dem sogenannten Adlertag, griff das Geschwader Flugplätze und andere Ziele an. Gegen 05:00 Uhr attackierte die I. Gruppe mit 20 Bombern die Royal Aircraft Establishment, ein Forschungs- und Entwicklungsinstitution für Luftfahrt. Die II. Gruppe griff zur gleichen Zeit mit 18 Bombern den Flugplatz der Royal Air Force in Odiham an. Dabei wurden sie von 60 Messerschmitt Bf 110 des Zerstörergeschwaders 2, und der V. Gruppe des Lehrgeschwaders 1 eskortiert. Weitere 173 Messerschmitt Bf 109 der Jagdgeschwader 27, 53 und 3 flogen den Bombern voraus. Durch den Luftangriff wurden fünf britische Flugzeuge am Boden durch Bomben beschädigt und zwei durch die Jäger abgeschossen. Auf deutscher Seite gingen vier Ju 88A-1 und eine Bf 109 verloren. Ein weiterer Luftangriff der II. Gruppe an diesem Tag galt der Fleet Air Arm Basis in Gosport, die am 18. August erneut angegriffen wurde. Am 16. August bombardierte die I. Gruppe den Flugplatz in Abington, während die II. Gruppe den Schiffsverkehr um die Isle of Wight und vor Southampton angriff. Dabei wurde sie in Luftkämpfe mit britischen Jägern der No. 17 Squadron und der No. 234 Squadron verwickelt, die zwei Ju 88A-1 abschossen.  Bei weiteren Angriffen am 25. August bombardierten Flugzeuge des Geschwaders die Militärflugplätze in Portland, Weymouth, Exeter und Warmwell, sowie die Aluminium-Fabrik in Banbury und eine Kaserne in Farnham. Am 5. und 6. September erfolgten Einzelangriffe der I. Gruppe auf Southampton, Brighton and Shoreham, während die II. Gruppe nur Southampton bombardierte. Ab dem 6. September gingen die Luftangriffe auf britische Flugplätze zurück, und das Fighter Command konnte sich wieder erholen. Die I. Gruppe hatte zu dieser Zeit 18 einsatzbereite Bomber und die II. Gruppe 14. Dieser war weniger als die Hälfte der Sollstärke. Beide Gruppen nahmen an den Luftangriffen auf London in den Nächten des 7./8., 8./9. und 11./12. September teil. Anschließend griff es am 15./16. September erneut die Aluminium-Fabrik in Banbury an, bevor vom 17. bis zum 30. September weitere Nachtangriffe auf London folgten. Am 7. Oktober traf es die Rolls-Royce Fabrik in Crewe.
In der Folge flog das Geschwader bis Mai 1941 Luftangriffe gegen bedeutende britische Industriestädte, wie Plymouth, Southampton, Cardiff, Manchester, Liverpool, Coventry, Birmingham, Sheffield, Portsmouth, Glasgow, Bristol, Hull und Belfast.
Insgesamt verlor das Geschwader in den 11 Monaten 62 Bomber als Totalverlust. Weitere 62 Bomber wurden beschädigt. Es wurden 265 Flieger getötet, 121 waren vermisst, 63 befanden sich in Kriegsgefangenschaft und 65 weitere wurden verwundet.
Während des Versuchs der Unterstützung des deutschen Schlachtschiffes Bismarck, das sich im Rahmen des Unternehmens Rheinübung im Nordatlantik befand, wurde die Ju 88 A-5 (Geschwaderkennung B3+DC) des Leutnants Erich Heinrichs am 28. Mai 1941 durch britische Langstreckenjäger über dem Nordatlantik abgeschossen. Heinrichs erhielt posthum des Ritterkreuz des Eisernen Kreuzes.

### Deutsch-Sowjetischer Krieg
1941
Vor dem deutschen Angriff auf die Sowjetunion bekam das Geschwader, mit dem Stab, der I. und II Gruppe, den Flugplatz in Lublin (Lage) im Generalgouvernement als Einsatzbasis zugewiesen. Dort war es dem V. Fliegerkorps der Luftflotte 4 unterstellt und wurde im Bereich der Heeresgruppe Süd eingesetzt. Am ersten Einsatztag waren im Geschwaderstab und den beiden Gruppen 71 Junkers Ju 88A-1 vorhanden, davon 64 einsatzbereit.
Die ersten Luftangriffe am Morgen des 22. Juni galten den Flugplätzen der sowjetischen Luftstreitkräfte in Luzk, Kolki, Wilick, Janówka, Nielisk, Koschirski und andere im Raum Kowel. An den folgenden Tagen setzte es seine Luftangriffe auf Flugplätze fort und attackierte die Basen in Ovruch, Korosten und Luginy. Am 23. Juni und den Folgetagen half es einen sowjetischen Panzerangriff bei Dubno gegen die Panzergruppe 1 zu stoppen. Anschließend griff das Geschwader ab dem 25. Juni wieder Flugplätze an, diesmal im Raum um Kiew und Borispol. Am Folgetag bombardierte es die Basen in Ovruch, Lugniy und Korosten und die Bahnstrecken von Saroy nach Korosten und Krasne nach Svarkova. Vom 28. Juni bis zum 5. Juli setzte das Geschwader seine Luftangriffe auf sowjetische Luftwaffenbasen und Eisenbahnstrecken fort. Dem allgemeinen Vormarsch immer mehrere hundert Kilometer voraus, fand es seine Ziele im Raum um Lemberg, Tarnopol, Berditschew und Korosten. In dieser Zeit fanden auch die ersten Luftangriffe auf die Stalin-Linie statt. Zwischen dem 8. und dem 13. Juli lag der Schwerpunkt auf den Eisenbahnstrecken im Raum Kiew, darunter die von Schitomir nach Kiew, von Kasatin nach Fastow, von astow nach Kiew und von Korosten nach Nowograd. Am 17. Juli griff die I. Gruppe die Eisenbahnbrücken über den Dnepr bei Kanev und Tscherkassy an, bevor sie am 6. August von der Front zurückgezogen wurde. Das Geschwader erlitt am 23. Juli zwei Totalverluste an Bombern. Dabei wurde eine Ju 88 durch den sowjetischen Piloten Ivan Novikov mit seiner Polikarpow I-16 gerammt. Die I. Gruppe hatte im Juli Totalverluste von 19 Bombern erlitten, während die II. Gruppe nur 12 verlor. Ab dem 8. August lag die I. Gruppe auf dem schlesischen Fliegerhorst Ohlau (Lage) und wurde bis Anfang Oktober aufgefrischt und neu ausgestattet. Sie hatte bis zu diesem Zeitpunkt nach eigenen Angaben 240 Flugzeuge und hunderte Panzer und Fahrzeuge zerstört.
Im August bombardierte die II. Gruppe Verkehrseinrichtungen in Dnjepropetrowsk und nahm an der Kesselschlacht bei Uman teil. Vom 16. bis zum 21. August attackierte sie Truppenansammlungen im Dneprbogen und anschließend mehrere Brücken über die Desna, nordöstlich von Kiew. Insgesamt erlitt sie im August nur drei Totalverluste an Bombern. Ende August unterstützte die II. Gruppe die 6. Armee bei der Schlacht um Kiew. Anschließend wechselte sie in den äußersten Süden der Ostfront um der 11. Armee den Durchbruch durch die Landenge von Perekop zu ermöglichen. Während des gesamten Septembers verlor die II. Gruppe vier Bomber und vier wurden beschädigt.
Im Oktober kehrte die I. Gruppe voll ausgestattet wieder an die Ostfront zurück und bezog den Fliegerhorst Kirowograd-Ost (Lage) als Basis. Sie konzentrierte sich auf die Bekämpfung der Transportverbindungen auf der Straße und auf der Schiene weit hinter der Front in den Räumen um Charkow, Sumy, Belgorod, Kupjansk, Millerowo und Isjum. Dabei wurde am 10. Oktober der Gruppenkommandeur der I. Gruppe, Hauptmann Walter Freimann mit seiner Ju 88A-4 (Geschwaderkennung B3+EB) durch sowjetische Jäger abgeschossen und geriet bei Isjum in Gefangenschaft. Zwei Wochen später kehrte der neue Gruppenkommandeur der I. Gruppe, Hauptmann Hans Widmann, mit seiner Ju 88A-4 (Geschwaderkennung B3+CB) von einem Unternehmen im Raum Belgorod nicht zurück und blieb vermisst. Die I. und die II. Gruppe nahmen an einigen Luftangriffen auf Moskau von Juli bis Oktober teil und wurden vor Angriffsbeginn immer kurzfristig in den Mittelabschnitt verlegt. Anschließend kehrten sie wieder in den Süden zurück. Am 17. November verlegte die I. Gruppe nach Memmingen (Lage) und kehrte anschließend nicht mehr an die Ostfront zurück. Insgesamt flog sie 1408 Einsätze im Osten und warf 1718 Tonnen Bomben ab. Dabei gingen 15 Bomber verloren und 14 wurden beschädigt, wobei 21 Flieger getötet und 9 verletzt wurden. 17 blieben vermisst und 2 gingen in Gefangenschaft.
Die II. Gruppe nahm im Oktober an der Schlacht um Charkow teil, attackierte sowjetische Schiffe im Asowschen Meer und griff in die Kämpfe auf der Halbinsel Kertsch ein. Am 10. November verlegte sie ebenfalls in die Heimat auf den Fliegerhorst Landsberg, um neu ausgestattet zu werden. Seit Beginn des Krieges musste sie 24 Bomber als Totalverlust abschreiben und 20 wurden beschädigt. Insgesamt wurden 39 Flieger getötet und 28 verwundet. Weitere 37 blieben vermisst und 2 gingen in sowjetische Kriegsgefangenschaft.
Das gesamte Geschwader hatte seit dem 22. Juni bei über 4000 Einsätzen Verluste von 39 Bombern als Totalverlust und 35 beschädigten Bombern zu beklagen. Dabei wurden 122 Mann fliegendes Personal getötet und 88 verletzt. Von 108 Mann, die nicht vom Feindflug zurückkehrten ist das Schicksal unbekannt, 8 gingen in sowjetische Kriegsgefangenschaft.
1942
Am 31. Dezember 1941 kehrte die II. Gruppe an die Ostfront zurück und bezog auf dem Fliegerhorst Königsberg-Neuhausen ihr Quartier. Ab dem 20. Januar lag sie in Orscha und war dem VIII. Fliegerkorps im Mittelabschnitt unterstellt. Die Gruppe war ausschließlich mit der neuen Junkers Ju 88A-4 ausgestattet. Im Vergleich zur zuvor verwendeten Ju 88A-1 hatte sie mit ihren zwei Jumo 211 J Motoren 490 PS mehr Startleistung auf jetzt 2840 PS. Dadurch konnte die Spannweite der Tragflächen erhöht werden und die Junkers-VS-11-Luftschrauben verwendet werden, die dem Bomber eine Höchstgeschwindigkeit von 500 km/h und eine Bombenlast von bis zu 3000 kg verlieh.
Ein Schwerpunkt für die II. Gruppe Anfang des Jahres war die Schlacht von Rschew, bei der sowjetische Truppen der 39. Armee die Stellungen der deutschen 9. und 4. Armee attackierten. Die Bomber flogen Tieffliegerangriffe auf Truppenkonzentrationen, Artilleriestellungen und Nachschubtransporte. Dabei geriet der Gruppenkommandeur, Hauptmann Heinz Gehrke am 14. Februar bei Belyy in sowjetisches Flakfeuer und stürzte mit seiner Ju 88A-4 (Geschwaderkennung B3+AC) ab. Er blieb vermisst. Ab Ende März bombardierte die II. Gruppe Eisenbahnstrecken und -bahnhöfe im Raum um Klin und Toropez. Ab dem 1. April war sie dem im Mittelabschnitt der Ostfront neu aufgestellten Luftwaffenkommando Ost unterstellt, während das VIII. Fliegerkorps in den Süden der Ostfront wechselte. In der Nacht des 5./6. April griff sie eine Flugzeug-Motoren-Fabrik in Rybinsk an, während sie im Mai in die Operationen Hannover und Seydlitz eingebunden war.
Ab dem 18. Juni verlegte die II. Gruppe auf den Fliegerhorst Charkow-Woitschenko (Lage) im Süden der Ostfront und wurde dem VIII. Fliegerkorps der Luftflotte 4 unterstellt. Mit 20 Junkers Ju 88A-4 griff sie Eisenbahnstrecken im Raum Borowskoy, Valuyki und Volokonowka an. Ab dem 28. Juni nahm es am Unternehmen Blau teil und unterstützte die 4. Panzerarmee bei ihrem Angriff in Richtung Woronesch, indem sie die Transportverbindungen hinter der Front bombardierte. Auch die Flugplätze der sowjetischen Luftwaffe in Chebyaki und Korotoyak und die Brücken über den Don in Rossosch und Millerowo wurden bis zum 8. Juli attackiert. Anschließend verlegte die II. Gruppe in das deutschbesetzte Frankreich.
Am 17. August kehrte die II. Gruppe zur Ostfront zurück und lag in der Basis Schatalowka-Ost (Lage) im Bereich der 1. Fliegerdivision des Luftflottenkommandos Ost. Mit insgesamt 27 Junkers Ju 88A-4 griff sie in die Kämpfe der 3. Panzerarmee um den Frontbogen von Rschew. Am 6. Oktober flog die II. Gruppe ihren 5000 Einsatz seit Beginn des Feldzuges. Am 13. Oktober verließ sie endgültig den östlichen Kriegsschauplatz und kehrte vorläufig in die Heimat zurück. Während des Jahres 1942 hatte sie Verluste von 32 zerstörten und 20 beschädigten Bombern. Insgesamt 31 Flieger wurden getötet, 57 waren vermisst und 29 gerieten in Gefangenschaft.

### Luftangriffe auf England 1942
Die II. Gruppe erreichte Anfang Juli 1942 den Fliegerhorst Beauvais-Tillé (Lage) im deutschbesetzten Frankreich und richtete hier für einen Monat ihre Basis ein. Von hier aus nahm sie unter dem Kommando der Luftflotte 3, an den sogenannten Baedekerangriffen über der britischen Insel teil. Dazu standen ihr im Juli 22 Junkers Ju 88A-4 und 2 Ju 88C-6 zur Verfügung. Vom 29. Juli bis zum 14. August bombardierte sie nächtens Bedford, Birmingham, Norwich, Southend, Hastings und Luton und erlitt dabei 6 Totalverluste. Am 14. August kehrte die II. Gruppe wieder zur Ostfront zurück.

### Mittelmeerraum 1942/43
Am 21. Dezember 1941 verlegten der Geschwaderstab und die I. Gruppe nach Catania (Lage) und Gerbini (Lage) in Italien, um im Mittelmeer alliierte Nachschubkonvois zu bekämpfen. Dort waren sie dem II. Fliegerkorps der Luftflotte 2 unterstellt.
Ab Ende Februar 1942 attackierten der Geschwaderstab und die I. Gruppe mit 30 vorhandenen Junker Ju 88A-4 alliierte Handelsschiffskonvois, die durch alliierte Kriegsschiffe eskortiert wurden und sich auf dem Weg nach Malta befanden. Die Insel Malta war ein wichtiger britischer Stützpunkt im Mittelmeer und die dort stationierten Flugzeuge und U-Boote behinderten den Nachschub für die Achsentruppen in Nordafrika. Aufgrund dessen führte die deutsche und italienische Luftwaffe im März/April auch Luftangriffe auf Malta durch. So wurde am 14. Februar mit acht Bombern der Flugplatz von Ħal-Far auf Malta angegriffen. Am 20. und 23. März nahm die I. Gruppe zusammen mit anderen Geschwadern an Luftangriffen auf die Inselhauptstadt Valetta teil, bei denen im Hafen ein Zerstörer beschädigt wurde. Mit 19 Ju 88A-4 griff die I. Gruppe am 1. April den britischen Militärflugplatz Luqa, nahe Gudja an, bevor am 7. und 9. April erneut Valetta attackiert wurde. Nachdem am 8. und 13. April nochmals Militärflugplätze auf Malta ins Visier der I. Gruppe gerieten, eskortierte sie ab dem 19. April italienische Schiffskonvois auf der Fahrt nach Nordafrika. Insgesamt flog die I. Gruppe im April 754 Einsätze und hatte drei Totalverluste durch Feindeinwirkung.
Ein Teil der I. Gruppe (14 Bomber) verlegte am 20. Mai nach Athen-Eleusis (Lage) und Tympaki (Lage) in Griechenland und anschließend nach Derna (Lage) in Libyen. Hierbei waren die Bomber kurzzeitig dem X. Fliegerkorps und dem Fliegerführer Afrika, innerhalb der Luftflotte 4, unterstellt. Am 12. Juni griffen sie unter Führung von Major Richard Linke den Geleitzung MW 11 an, worauf der beschädigte Frachter City of Calcutta (8063 BRT) seine Fahrt abbrach und nach Tobruk abdrehte. Auch griffen sie in die Bodenkämpfe in Nordafrika ein unter anderen bei der Schlacht von Bir Hakeim. Am 21. Juli kehrten die Bomber zur I. Gruppe nach Comiso (Lage) in Italien zurück. Von hier aus griffen sie erneut Malta und die Versorgungskonvois nach Malta an. Ab dem 11. August war sie erneut gegen einen schwer bewachten britischen Versorgungsgeleitzug für Malta eingesetzt und griff bis zum 14. August mehrfach an. Dabei erlitt sie keine Verluste.

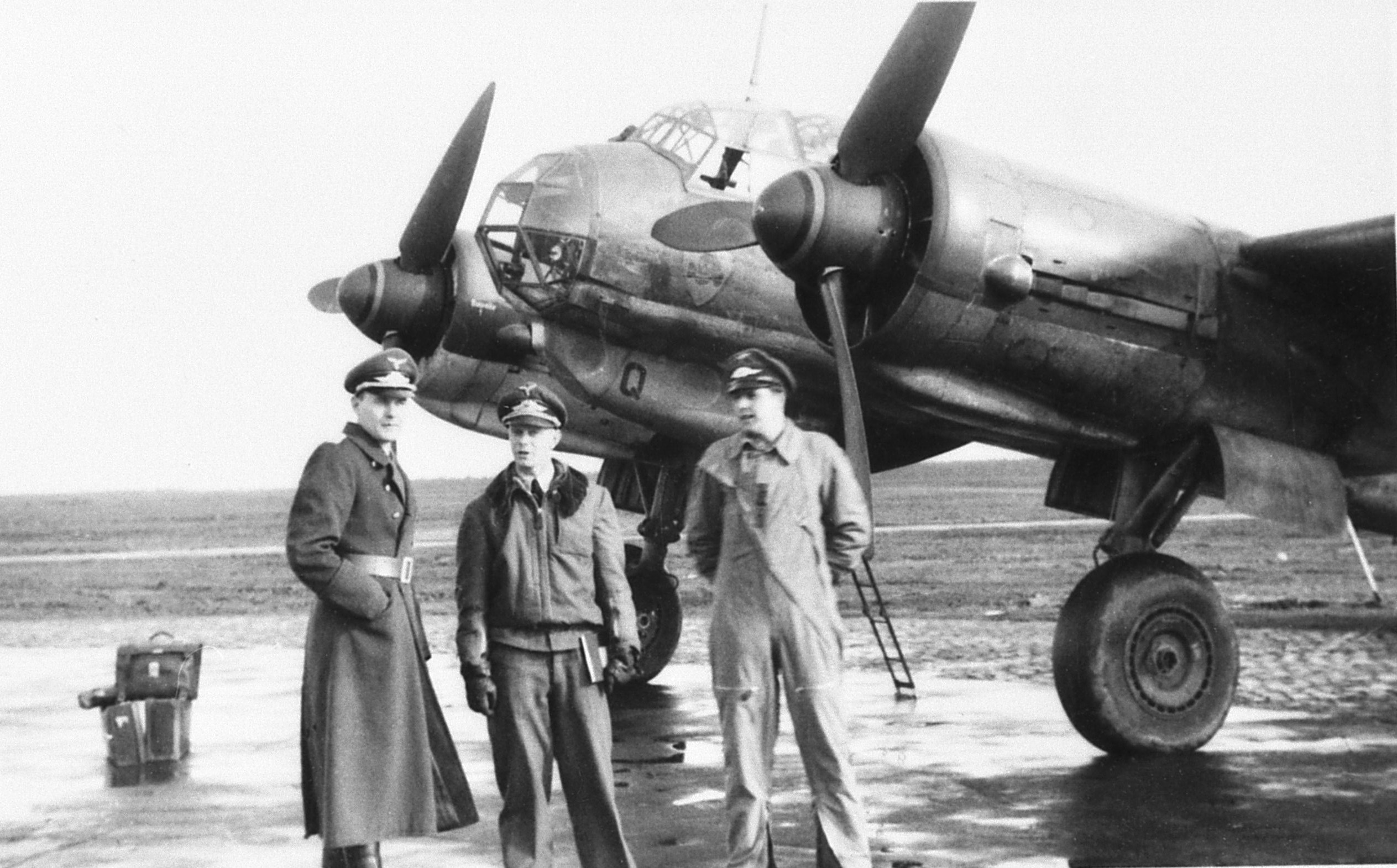
Ju 88A-4 der III. Gruppe des Kampfgeschwaders 54

Am 1. September entstand in Catania aus der ehemaligen Küstenfliegergruppe 806 die neue III. Gruppe, die 24 Junker Ju 88A-4 zum Geschwader mitbrachte. Bis zum 19. Oktober attackierten die I. und die III. Gruppe Malta und unterstützten auch die deutschen Truppen in Nordafrika bei der Schlacht von El Alamein Dabei wurde nach einem Einsatz am 12. Oktober bei Halfar der Gruppenkommandeur der III. Gruppe, Major Kurt Stein mit seiner Ju 88 (Geschwaderkennung B3+KS) über dem Mittelmeer nahe Malta von britischen Jägern abgeschossen und blieb vermisst.
Am 27. Oktober kam die II. Gruppe von der Ostfront ebenfalls nach Italien. Damit lagen der Stab und die I. bis III. Gruppe des Geschwaders in Catania auf Sizilien. Dort waren sie dem II. Fliegerkorps der Luftflotte 2 unterstellt. Insgesamt standen dem Geschwader Anfang November 50 Junkers Ju 88A-4 und 4 Junkers Ju 88A-14 zur Verfügung. Die A-14 hatte gegenüber der A-4 verstärkte Profile an der Tragflächenvorderkante und Nase als Sperrballonabweiser.
Von Oktober bis Februar 1943 beteiligte sich das Geschwader an der Eskortierung von Schiffsgeleitzuügen nach Nordafrika, insbesondere der U-boot-Abwehr. Dabei wurde am 2. Februar der Gruppenkommandeur der III. Gruppe, Hauptmann Franz Ibold der zur Begleitung eines Schiffskonvois eingeteilt war, über der Straße von Sizilien mit seiner Ju 88A-4 (Geschwaderkennung B3+AD) abgeschossen. Auch attackierte das Geschwader wiederholt von den Alliierten gehaltene Häfen in Libyen, Tunesien und Algerien und alliierte Schiffskonvois die Nachschub in diese Häfen brachten. Zusammen mit der I. Gruppe des Kampfgeschwaders 77 griff die I. Gruppe am 5. März die beiden Konvois MW 22 und XT 4 an und beschädigten den panamaischen Frachter Yorba Linda. Am 19. März erfolgte ein Luftangriff auf den Hafen von Tripolis, an denen Bomber der Kampfgeschwader 30, 54 und 77 teilnahmen. Mit den erstmals eingesetzten italienischen Motobomba FFF, mit 40 Knoten Geschwindigkeit in Schleifen laufende Torpedos die mit dem Fallschirm abgeworfen wurden, konnten die Frachtschiffe Ocean Voyager (7174 BRT) und Varvara (1354 BRT) versenkt und der Zerstörer Derwent beschädigt werden. Ab dem 22. März unterstützte das Geschwader die italienische 1. Armee in Tunesien, die sich in der Mareth-Linie gegenüber der britischen 8. Armee behaupten musste. Bis zum 13. Mai, als mit dem Ende des Tunesienfeldzugs die Anwesenheit der Achsenmächte in Nordafrika endete, griff das Geschwader immer wieder in die Bodenkämpfe ein. Am 3. Mai gingen zwei Junkers Ju 88A-4 der III. Gruppe über Nordafrika verloren. Dies waren die letzten Verluste über Nordafrika. Insgesamt verlor das Geschwader von November 1942 bis Mai 1943 in diesem Kampfraum 43 Bomber als Totalverlust.
Als am 6. Juni 1943 die I. Gruppe nach Ingolstadt (Lage) verlegte, hatte die II. Gruppe schon seit dem 26. Mai Italien verlassen und lag jetzt in Wien-Aspern (Lage).

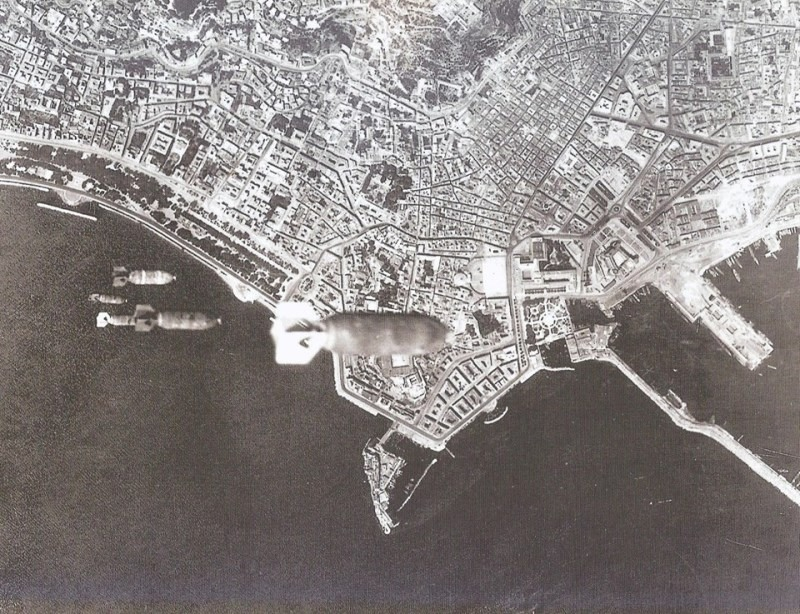
Bomben auf Neapel

Dadurch konnte nach der alliierten Invasion in Sizilien am 10. Juli nur der Stab und die III. Gruppe mit 26 Junkers Ju 88A-4 von Grottaglie (Lage) aus in die Kämpfe eingreifen. Nachdem die Alliierten am 3. September 1943 auf dem italienischen Festland landeten, kehrten die I. und II. Gruppe mit 78 Junkers Ju 88A-4 wieder zum Geschwader zurück, das jetzt von den Plätzen in Bergamo (Lage) und Novara-Olleggio in die Kämpfe in Italien eingriff. Ende Oktober bis Anfang November führte die II. Gruppe mehrere Luftangriffe auf Neapel durch, bei denen insgesamt 18 Bomber abgeschossen wurden. Einer von ihnen war am 23. Oktober der Gruppenkommandeur der II. Gruppe, Hauptmann Horst Bressel, als seine Ju 88A-4 (Geschwaderkennung B3+KC) von einem Luftangriff im Raum Neapel nicht mehr zurückkehrte.
Der folgenreichste Luftangriff ereignete sich in der Nacht zum 3. Dezember, als die II. Gruppe zusammen mit anderen Geschwadern, den Hafen von Bari angriff. Dabei wurden 18 Schiffe mit zusammen 71.566 BRT und 38.000 t Ladung vernichtet. Der Frachter SS John Harvey, Liberty-Klasse, explodierte mit einer Fracht von 2000 Bomben des Typs AN-M47, die mit insgesamt 480 Tonnen Senfgas befüllt waren. 1000 Soldaten und Zivilisten kamen um. Die Alliierten verheimlichten die Folgen des Senfgases auf die Betroffenen. Am 12. Dezember verlegte die II. Gruppe ebenfalls auf den Fliegerhorst Ingolstadt-Manching. Dort wurden schon der Geschwaderstab, die I. und die III. Gruppe aufgefrischt und für neue Aufgaben ausgestattet.

### Westfront 1944
Unternehmen Steinbock
Vom 21. Januar 1944 bis Mai 1944 nahm das Geschwader am Unternehmen Steinbock teil, den Bombenangriffen auf London und andere britische Städte. Dazu war es dem IX. Fliegerkorps der Luftflotte 3 unterstellt. Der Stab und die II. Gruppe, ausgestattet mit 36 Junkers Ju 88A-4 lagen in Marx (Lage), während die I. Gruppe mit 36 Ju 88A-4 in Wittmund (Lage) stationiert war. Die III. Gruppe nahm anfangs nicht an den Einsätzen teil, da sie aufgefrischt wurde. Sie kam erst im März mit 19 Ju 88A-4 zum Geschwader zurück. Dafür zog sich dann die II. Gruppe von den Einsätzen zurück und wurde aufgrund schwerer Verluste am 30. April 1944 aufgelöst.

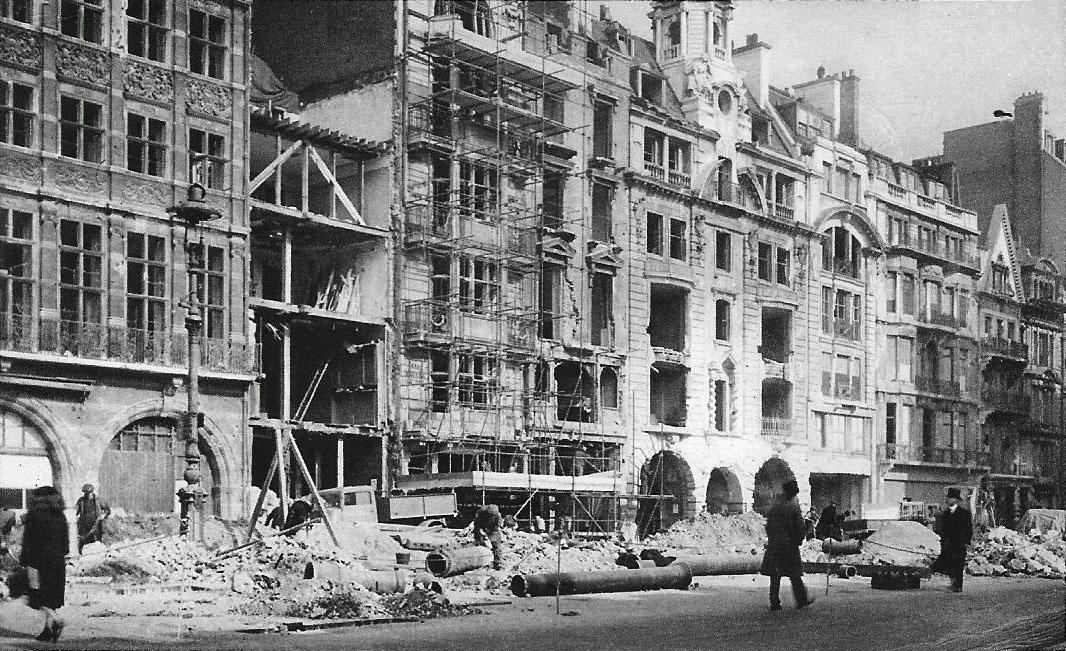
Die Straße Pall Mall in London nach einem Steinbock-Angriff im Februar 1944

Mit einem Luftangriff in der Nacht des 21./22. Januar begann das Unternehmen Steinbock. Insgesamt 447 Bomber in zwei Wellen sollten London erreichen. Jedoch fiel nur etwa die Hälfte der abgeworfenen Bomben überhaupt auf das englische Festland, davon 32 Tonnen auf die britische Hauptstadt. Hauptgrund dafür war, dass die Luftwaffe aufgrund eines nicht fehlerfreien Funknavigationsverfahrens die Angriffsziele nicht sicher fand. Außerdem waren die Pfadfinder der I. Gruppe des Kampfgeschwaders 66 zu schwach besetzt. Das Geschwader mit dem Stab, der I. und der II. Gruppe war Teil der ersten Welle und erlitt vier Totalverluste. In der Nacht des 3./4. Februar wiederholte es den Luftangriff auf London, wobei die Ju 88A-4 (Geschwaderkennung B3+EK) des Unteroffiziers Helmut Friedrich Weihs vermisst blieb. Erst in den 1970er Jahren wurde sie bei Drainagearbeiten in der niederländischen Zuiderzee gefunden und das Schicksal der Besatzung geklärt. Am 19. Februar verlor das Geschwader zwei Bomber in der Nähe der eigenen Basis durch britische Fernnachtjäger und vom 19. zum 20. März bombardierte es Hull, eine Stadt, die es schon 1941 attackiert hatte. Bei weiteren Luftangriffen am 18./19. April und 23./24. April kamen weitere 9 Totalverluste des Geschwaders hinzu.
Am 20. März führte die I. Gruppe noch 17 Bomber in ihren Reihen, davon 9 einsatzbereit. Die II. Gruppe hatte 19 Bomber, davon 14 einsatzbereit. Sie wurde zurück nach Ingolstadt-Manching verlegt und am 30. April aufgelöst. Dafür kam die III. Gruppe zum Einsatz. Im April und Mai verminte das Geschwader wichtige Seehäfen wie Portland, Portsmouth Torquay, Weymouth und Falmouth.
Operation Overlord
Nach der alliierten Landung in der Normandie griff das Geschwader mit dem Stab, der I. und III. Gruppe in das Geschehen ein. Der Stab lag in Eindhoven (Lage), die I. Gruppe in Juvincourt (Lage) und die III. Gruppe in Marx. Zu diesem Zeitpunkt hatte die I. Gruppe mit ihren 3 Staffeln insgesamt nur 12 Junkers Ju 88A-4 in ihren Reihen. Obwohl im Juni und Juli jeweils 24 neue Maschinen zugeführt wurden, erhöhte sie die Zahl aufgrund hoher Verluste nicht. Bei der III. Gruppe sah es ähnlich aus.
In den ersten Nächten nach der alliierten Invasion griff die I. Gruppe die britischen Brückenköpfe Sword Beach, Juno Beach und Gold Beach an und verminte die Orne- und die Viremündung. In der Nacht des 8./9. Juni legte sie Minen in die Mündung der Seine in den Ärmelkanal. In der folgenden Nacht attackierte sie die von den Alliierten befreiten Kleinstädte Arromanches-les-Bains und Lion-sur-Mer mit SD 2 Bomben, die als Streubombe, eine große Wirkung gegen Massenziele entfaltete. Anschließend bombardierte sie am 10./11. Juni Sainte-Mère-Église. Bis zum 11. Juni hatte die I. Gruppe 13 Maschinen als Totalverlust zu beklagen. Nach weiteren Einsätze, unter anderen gegen alliierte Schiffe im Landungsraum, verfügte sie am 15. Juni über 15 Bomber, davon 9 einsatzbereit. Anfang Juli zog sich die I. Gruppe auf den Fliegerhorst Eindhoven in den Niederlanden zurück. Von hier aus flog sie hauptsächlich nächtliche Einsätze zur Verminung des Ärmelkanals und der Flussmündungen, aber auch Langstreckeneinsätze zur Unterstützung der deutschen Bodentruppen in der Schlacht um Saint-Lô in den Nächten des 27./28. und 29./30. Juli. Vom 4. bis 10. August attackierte sie alliierte Truppen im Raum um Avranches die im Rahmen der Operation Cobra vorgingen. Ab dem 15. August verlegte die I. Gruppe auf den Fliegerhorst Orléans-Bricy unmittelbar an der Front. Mit nunmehr 13 Ju 88A-4 und 4 Ju 88C-6 griff sie weiterhin in die Kämpfe ein und erlitt im August 11 Totalverluste an Flugzeugen. Ab dem 22. August verlegte sie nach Giebelstadt.
Die III. Gruppe nahm von Marx aus an einigen Einsätzen teil. So flog sie vom 16. bis 20. Juli nächtliche Luftangriffe auf Saint-Lô und griff in die Schlacht um Caen mit ein. Im August legte sie Seeminen vor Le Havre aus und unterstützte die 5. Panzerarmee. Insgesamt erlitt sie im Juli und August 10 Totalverluste an Bombern, bevor sie am 6. September nach Neuburg zurückgezogen wurde.

### Reichsverteidigung 1945
Am 1. Oktober 1944 wurde das Geschwader in Kampfgeschwader (J) 54 umbenannt (das (J) stand für Jagd). Damit einhergehend begann die Umrüstung auf den Düsenjäger Messerschmitt Me 262. Der Stab und die I. Gruppe befanden sich zu diesem Zeitpunkt in Giebelstadt (Lage) und die III. Gruppe in Neuburg an der Donau (Lage). Im September erhielt die I. Gruppe ihre ersten Me 262A-2. Im Dezember kamen auch noch Me 262B-1 hinzu. Beide Varianten wurden durch jeweils zwei Junkers Jumo 004 Strahltriebwerke angetrieben die in optimaler Höhe der Maschine eine Höchstgeschwindigkeit von 870 km/h verliehen. Als Hauptbewaffnung standen in der Flugzeugnase zwei Maschinenkanonen MK 108 zur Verfügung.
Bis Jahresende hatte die I. Gruppe 16 der neuen Maschinen erhalten, während die III. Gruppe bis dahin nur 3 hatte. Die ehemaligen Bomberpiloten schulten auf die Taktiken der Jagdflugzeuge um. Im Januar 1945 entstand in Gardelegen (Lage) aus der bisherigen IV. Gruppe die neue II. Gruppe.
Am 9. Februar 1945 kamen der Geschwaderstab und die I. Gruppe, zusammen mit der III. Gruppe des Jagdgeschwaders 7 gegen einen einfliegenden Bomberschwarm der 8. US-Luftflotte zum Einsatz. Insgesamt 67 Me 262 der beiden Geschwader griffen die 1296 viermotorigen Bomber und ihren Begleitschutz von Jagdflugzeugen an, die Ziele in Mitteldeutschland anflogen. Während die Jagdpiloten die Begleitjäger angriffen, sollten die ehemaligen Bomberpiloten des Kampfgeschwader 54 die schweren US-Bomber abschießen. Das Geschwader meldete aber nur den Abschuss von vier Bombern der 447th Bombardment Group und den Verlust von fünf eigenen Maschinen durch die 357th Fighter Group. Dabei wurde auch der amtierende Geschwaderkommodore Vollprecht Riedesel mit seiner Me 262A-2 (Geschwaderkennung B3+AA) von einer US-amerikanischen P-51 Mustang im Raum Fulda abgeschossen und verstarb. Bei einer Analyse nach dem Einsatz stellte sich heraus, das die ehemaligen Bomberpiloten des Geschwaders Probleme mit der hohen Geschwindigkeit der Me 262 hatten. Auch schossen sie schon in 1000 m Entfernung auf ihre Gegner, anstatt auf mindestens 600 Meter heranzufliegen.
Die Alliierten griffen in den letzten Monaten des Krieges die Einsatzhäfen des Geschwaders regelmäßig mit Bombern und Jagdbombern an. Dabei verlor das Geschwader mehr Flugzeuge am Boden als bei Einsätzen in der Luft. Bis Kriegsende flog das Geschwader nur noch wenige Einsätze. Bei der Kapitulation im Mai 1945 lag das Geschwader in Giebelstadt, Saaz, Fischbachau-Schliersee und Prien/Chiemsee.

## Kommandeure

### Geschwaderkommodore
| Dienstgrad     | Name                                     | Zeit                                 |
| -------------- | ---------------------------------------- | ------------------------------------ |
| Oberst         | Walter Lackner                           | 1. Mai 1939 bis 19. Mai 1940         |
| Oberstleutnant | Otto Höhne                               | 22. Juni 1940 bis 23. November 1941  |
| Oberstleutnant | Walter Marienfeld                        | 23. November 1941 bis 1. April 1943  |
| Oberstleutnant | Volprecht Riedesel Freiherr zu Eisenbach | 1. April 1943 bis 27. Februar 1945 † |
| Major          | Hansgeorg Bätcher                        | 27. Februar 1945 bis 8. Mai 1945     |

### Gruppenkommandeure
I. Gruppe
- Major Otto Höhne, 1. Mai 1939 bis 21. Juni 1940[89]
- Hauptmann Jobst Heinrich von Heydebreck, 22. Juni 1940 bis 28. Februar 1941[90]
- Hauptmann Richard Linke, 1. März 1941 bis 19. August 1941[91]
- Hauptmann Walter Freimann, 20. August 1941 bis 10. Oktober 1941[92]
- Hauptmann Hans Widmann, 11. Oktober 1941 bis 25. Oktober 1941 †[93]
- Hauptmann Georg Graf von Platen-Hallermund, 26. Oktober 1941 bis 19. November 1942[94]
- Oberleutnant Helmut von Raven, 20. November 1942 bis 13. April 1943[95]
- Hauptmann Gerhard Molkentin, 14. April 1943 bis 4. Oktober 1943[96]
- Major Ottfried Sehrt, 5. Oktober 1943 bis 25. März 1945[97]
- Hauptmann Hans Baasner, 26. März 1945 bis 8. Mai 1945[98]

II. Gruppe
- Oberleutnant Rudolf Koester, Dezember 1939 bis 20. Juli 1940[99]
- Major Kurt Leonhardy, 20. Juli 1940 bis 11. August 1940 †[100]
- Hauptmann Karl-Bernhard Schlaeger, 12. August 1940 bis August 1940[101]
- Hauptmann Hans Widmann, August 1940 bis 14. September 1940[102]
- Major Erhart Krafft von Dellmensingen, 15. September 1940 bis 17. November 1941[103]
- Hauptmann Heinz Gehrke, Dezember 1941 bis 14. Februar 1942 †[104]
- Hauptmann Otto Köhnke, 1. März 1942 bis 27. September 1942[105]
- Major Richard Taubert, 1. Oktober 1942 bis 28. März 1943[106]
- Major Horst Bressel, 29. März 1943 bis 23. Oktober 1943 †[107]
- Hauptmann Karl Palliardi, 24. Oktober 1943 bis 25. April 1944[108]
- Hauptmann Ernst Petzold, 4. Januar 1945 bis 8. Mai 1945[109]

III. Gruppe
- Major Adolf Häring, 1. Februar 1940 bis 9. Juni 1940[110]
- Major Kurt Leonhardy, 10. Juni 1940 bis 19. Juli 1940[111]
- Major Richard Linke, 1. September 1942 bis 17. September 1942[112]
- Major Kurt Stein, 18. September 1942 bis 12. Oktober 1942 †[113]
- Hauptmann Franz Ibold, 15. Oktober 1942 bis 2. Februar 1943 †[114]
- Hauptmann Rolf Dräger, 3. Februar 1943 bis 31. März 1943[115]
- Major Franz Zauner, 1. April 1943 bis 30. September 1944[116]
- Hauptmann Eduard Brogsitter, 1. Oktober 1944 bis 8. Mai 1945[117]

IV. Gruppe
- Oberleutnant Günther von Boekmann, 11. Juli 1940 bis 30. November 1940
- Hauptmann Hans Widmann, 1. Dezember 1940 bis 8. Oktober 1941[118]
- Hauptmann Heinz Gehrke, 9. Oktober 1941 bis 1. Dezember 1941[119]
- Hauptmann Heinz Krenkel, 2. Dezember 1941 bis 30. Oktober 1942[120]
- Hauptmann Franz Zauner, 1. November 1942 bis 31. März 1943[121]
- Hauptmann Georg Graf von Platen-Hallermund, 1. April 1943 bis 19. April 1943[122]
- Major Helmut Stamm, 20. April 1943 bis 20. Oktober 1944[123]

## Auszeichnungen
Bekannte Träger des Ritterkreuz des Eisernen Kreuzes oder höherer Stufen des Kampfgeschwaders 54.
| Name               | Dienstgrad     | Einheit    | Ritterkreuz   |
| ------------------ | -------------- | ---------- | ------------- |
| Brogsitter, Eduard | Oberleutnant   | 5./KG 54   | 24. März 1943 |
| Heinrichs, Erich † | Leutnant       | II./KG 54  | 22. Juni 1941 |
| Höhne, Otto        | Oberstleutnant | Stab/KG 54 | 5. Sep. 1940  |
| Köhnke, Otto       | Hauptmann      | II./KG 54  | 1. Aug. 1942  |
| Marder, Hans       | Oberleutnant   | 4./KG 54   | 3. Sep. 1942  |
| Zauner, Franz      | Major          | 4./KG 54   | 5. Feb. 1944  |

## Bekannte Geschwaderangehörige
- Rolf Dräger (?–1970), war von 1949 bis 1960 Professor an der Technischen Hochschule in Karlsruhe und Direktor des Instituts für Fördertechnik
- Richard Linke (1909–1995), war von 1958 bis 1959, als Kapitän zur See der Bundesmarine der Bundeswehr, erster Kommodore des Marinefliegergeschwader 1
- Heinz Rall (1920–2006), war ein Architekt